# Aechmea flavorosea
Aechmea flavorosea là một loài thực vật có hoa trong họ Bromeliaceae. Loài này được E.Pereira mô tả khoa học đầu tiên năm 1979.

## Hình ảnh

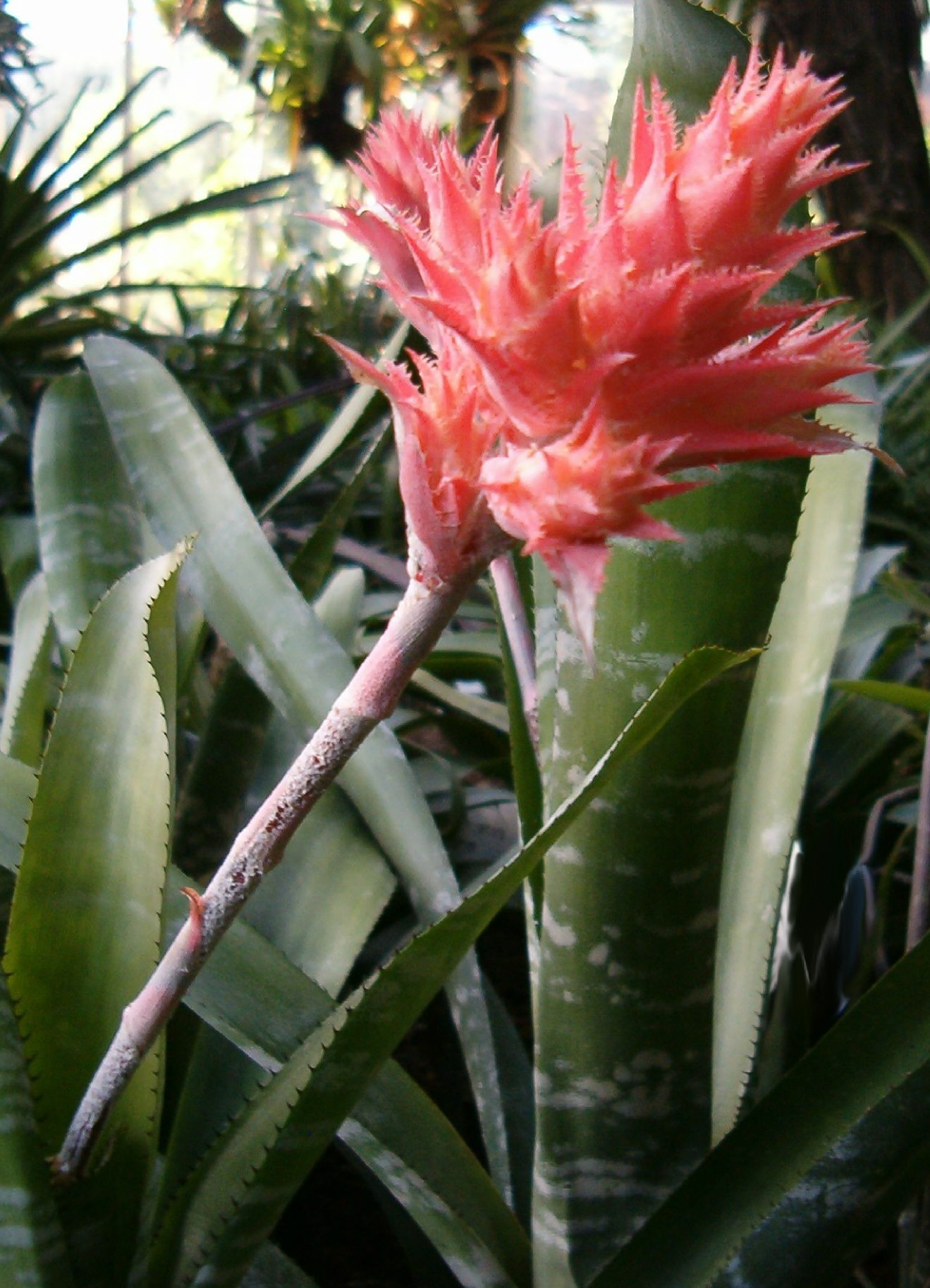
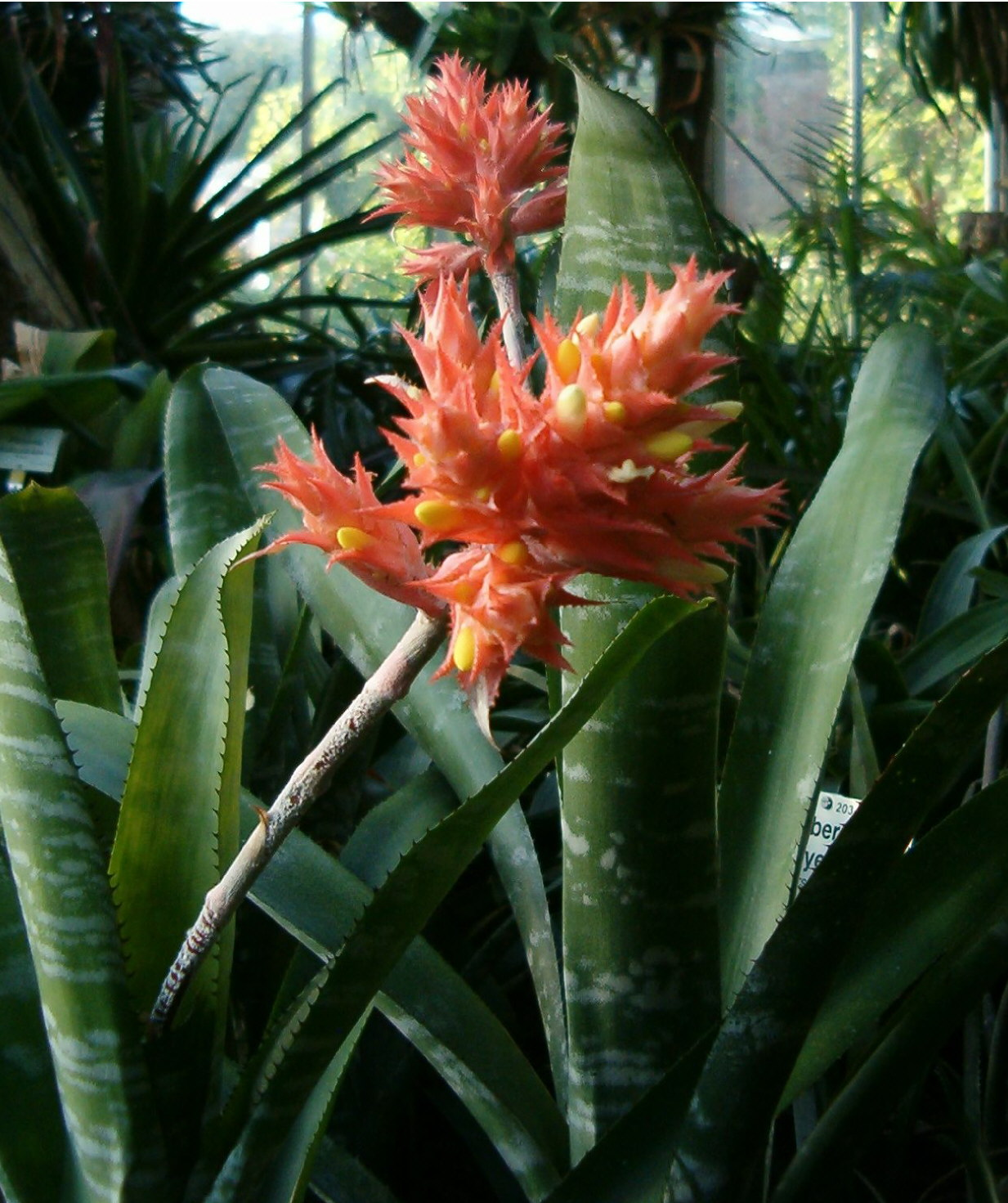
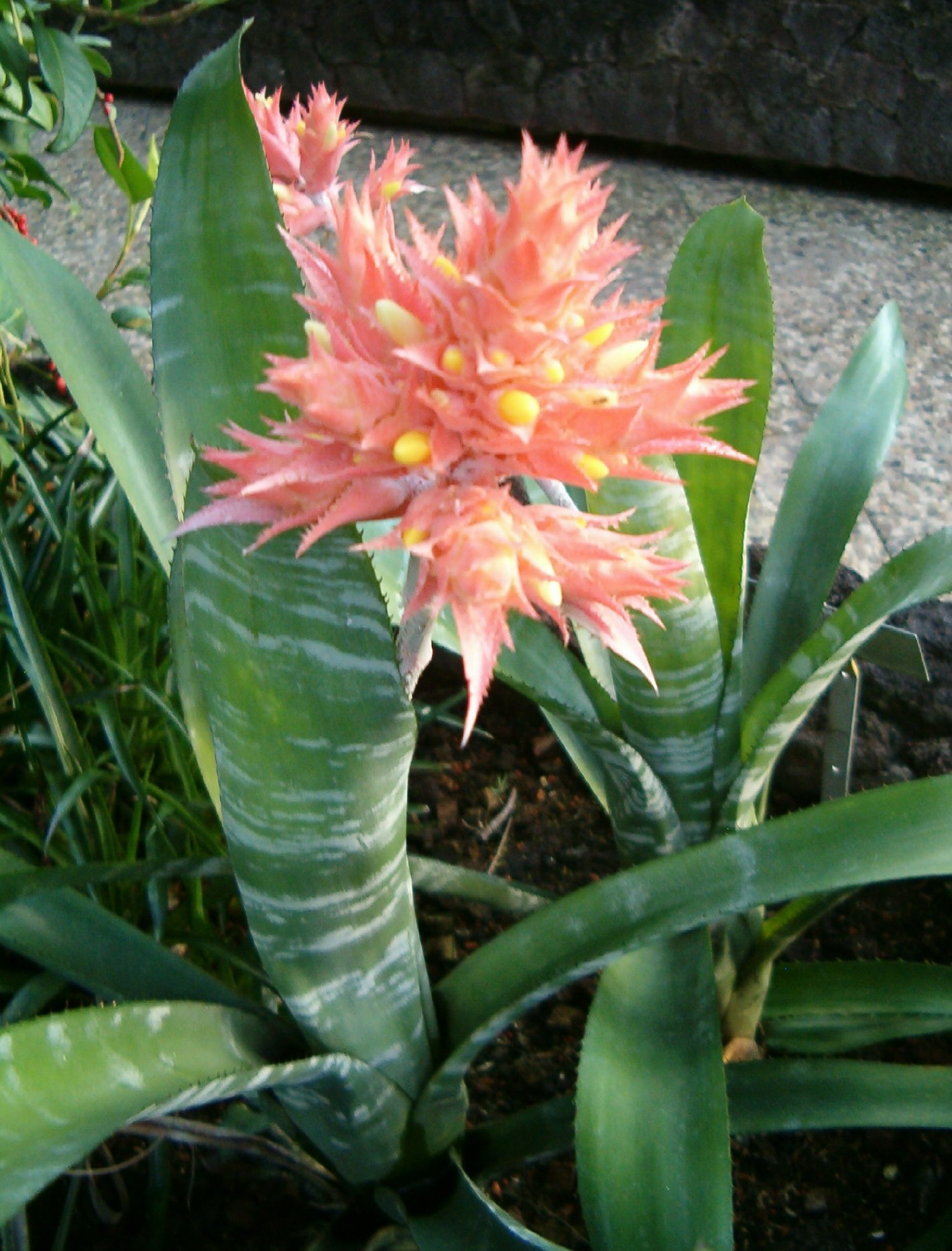
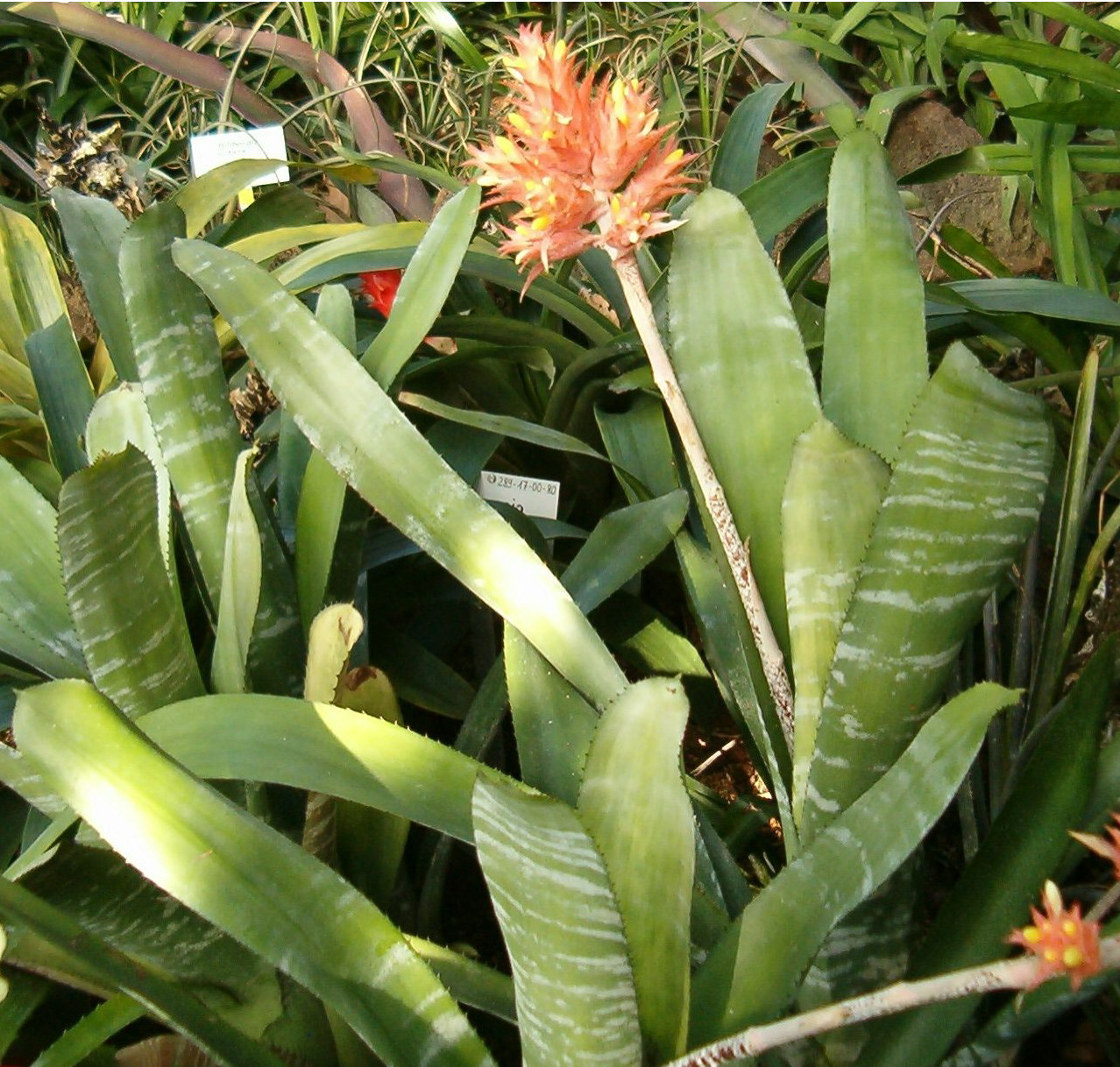